# Thomas Ammann (Kunsthändler)

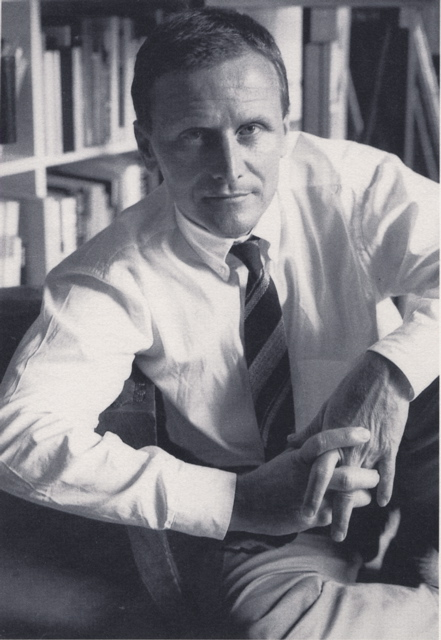
Thomas Ammann, 1990

Thomas Emil Ammann (* 1950 in Ermatingen TG; † 9. Juni 1993 in Zürich) war ein Schweizer Kunsthändler des Impressionismus und der Klassischen Moderne und Sammler von Nachkriegs- und zeitgenössischer Kunst.

## Biografie
Thomas Ammann, geboren 1950 in Ermatingen am Bodensee als jüngstes von vier Kindern, sammelte schon während seines Besuches der Kantonsschule Trogen Kunst. Mit 18 Jahren begann er für den zehn Jahre älteren Zürcher Galeristen Bruno Bischofberger in dessen Galerien in St. Moritz und Zürich zu arbeiten. Während dieser Lehrjahre lernte Ammann den amerikanischen Pop-Art-Künstler Andy Warhol kennen, der zu einem engen Freund und Förderer von ihm werden sollte. 1977 machte sich Ammann selbstständig und gründete seine Galerie Thomas Ammann Fine Art. Sein Fachwissen und seine Fähigkeiten machten Thomas Ammann bereits mit Mitte 30 zu einem der weltweit bedeutendsten Kunsthändler und Sammler.
Am 9. Juni 1993 verstarb Thomas Ammann in der Bircher-Benner-Klinik in Zürich mit 43 Jahren an den Folgen von AIDS. Der Gedenkgottesdienst für die Familie und enge Freunde fand in der St.-Peter-Kirche in Zürich statt. Er fand seine letzte Ruhestätte auf dem Zürcher Friedhof Fluntern. Die Gedenkveranstaltung fand am 18. November 1993 im Solomon R. Guggenheim Museum in Manhattan, New York statt. Trauerredner waren u. a. Ernst Beyeler, Bob Colacello, Patricia Phelps de Cisneros, Bianca Jagger, Thomas Krens, William Luers und Robert Wilson sowie die Künstler Ross Bleckner, Francesco Clemente und Eric Fischl.

## Wirken

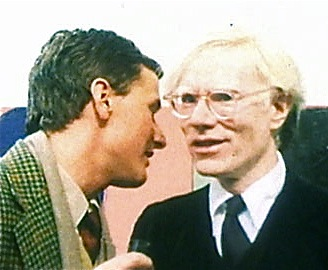
Thomas Ammann und Andy Warhol, Zürich, 1978

1977 gründete Thomas Ammann seine eigene Kunsthandelsfirma Ammann Fine Art (später Thomas Ammann Fine Art AG), die sich im Besonderen auf Spitzenwerke des Impressionismus und der Klassischen Moderne spezialisierte. Dies brachte den jungen Kunsthändler innert kurzer Zeit in Kontakt mit den grossen Sammlern der Zeit, unter anderem Giovanni Agnelli, Gustavo Cisneros, David Geffen, Ronald Lauder, S. I. Newhouse junior, Stavros Niarchos, Ronald Perelman, Yves Saint Laurent und Hans-Heinrich Thyssen-Bornemisza.
Ammann arbeitete von seinem Privathaus, der Bauhausvilla von Otto Rudolf Salvisberg am Zürichberg, seinem Chalet in Gstaad oder seinem Penthouse im New Yorker Hotel The Pierre aus und handelte mit Bildern, Skulpturen und Papierarbeiten von Francis Bacon, Balthus, Max Beckmann, Constantin Brâncuși, Georges Braque, Alexander Calder, Alberto Giacometti, Wassily Kandinsky, Ernst Ludwig Kirchner, Paul Klee, Willem de Kooning, Fernand Léger, Henri Matisse, Joan Miró, Barnett Newman, Pablo Picasso und Mark Rothko.
Auf seiner Verschwiegenheit beruht es, dass nur wenige von Ammann vermittelte Kunstwerke (und nur solche, die von Museen erworben wurden) öffentlich bekannt sind, so wie Max Ernsts 1926 gemaltes Bild Die Jungfrau züchtigt das Jesuskind vor drei Zeugen: André Breton, Paul Éluard und dem Maler an das Museum Ludwig in Köln, oder aber Vincent van Goghs Portrait of Joseph Roulin, welches Ammann 1989 nach Angaben der New York Times für fast 60 Mio. US-Dollar (dazu kamen noch fünf Werke, die das Museum zusätzlich tauschte) an das New Yorker Museum of Modern Art verkaufte. 1987 begann Thomas Ammann Fine Art dann, Sommer-Ausstellungen zu organisieren.
Thomas Ammann Fine Art wird heutzutage von Ammanns Schwester Doris Ammann (1944–2021), die von 1979 bis zu Ammanns Tod als Buchhalterin der Galerie fungierte, und von Georg Frei geführt. Tobias Mueller Ammann, sein einziger Neffe, war Managing Director der Zürcher Galerie Bruno Bischofberger zwischen 1995 und 2016, nachdem er für Christie’s in London und Athen gearbeitet hatte. In 2016 gründete er seine eigene Galerie, Tobias Mueller Modern Art in Zürich.

## Sammlung

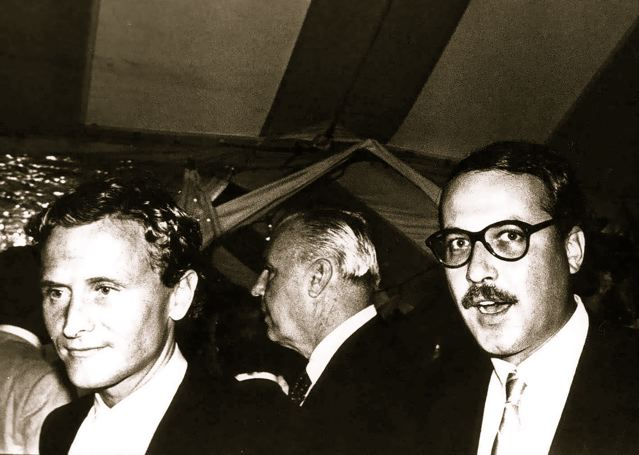
Thomas Ammann und Alexander Schmidheiny, 1983

Neben Ammanns Tätigkeit als Kunsthändler war er besonders als Förderer junger Künstler aktiv, deren Werke er ausschliesslich privat sammelte und mit denen er nicht handelte (You shall not collect what you want to sell). Die finanziellen Mittel für die Sammlung stammten von seinem ebenfalls kunstbegeisterten Jugendfreund Alexander Schmidheiny. Die beiden Freunde verband das Ziel, eine hochkarätige Sammlung zeitgenössischer Kunst aufzubauen. Eine Auswahl der Sammlung wurde 1985 in der Kunsthalle Basel vom damaligen Direktor und Kunstkritiker Jean-Christophe Ammann (keine Verwandtschaft) unter dem Titel From Twombly to Clemente – Selected works from a Private Collection gezeigt. Über die Jahre gelang es Ammann und Schmidheiny, bedeutende Werkgruppen der Künstler Andy Warhol, Cy Twombly, Brice Marden, Robert Ryman und Sigmar Polke zu erwerben. Nach dem frühen Tod von Alexander Schmidheiny 1992 und von Thomas Ammann 1993 übernahmen deren Geschwister das Erbe. Doris Ammann stellt einige der geerbten Werke als private Leihgaben aus. Stephan Schmidheiny übergab seinen Anteil an die neu geschaffene Daros Collection (Zürich).

## Anliegen
Ammann unterstützte früh schon den Kampf gegen die Immundefizienzkrankheit AIDS, der viele prominente Personen der Kunstwelt zum Opfer fielen. So organisierte er zusammen mit Mrs. William F. Buckley, Jr. am 2. Mai 1988, anschliessend an die Versteigerung der Andy-Warhol-Sammlung beim Auktionshaus Sotheby’s in New York, eine Benefiz-Auktion. Für die Auktion, die annähernd zwei Millionen US-Dollar einbrachte, überzeugte Ammann Künstler-Freunde von Jasper Johns bis Cy Twombly, Kunstwerke zu spenden; der gesamte Verkaufserlös kam dem Supportive Care Program of St. Vincent’s Hospital and Medical Center of New York zugute.
Als Vorsitzender des internationalen Programmes der Abteilung Art Against Aids der AmFAR (American Foundation for AIDS Research), veranstaltete er mit Hilfe seiner Freunde Elizabeth Taylor und Audrey Hepburn 1991 anlässlich der Art Basel ein Benefiz-Diner im Kunstmuseum Basel für 500 prominente Personen aus der Kunst- und Unterhaltungsbranche, welches über 2,3 Millionen Franken an Spenden einbrachte.

## Werkverzeichnis von Andy Warhol
1977 betraute Andy Warhol Thomas Ammann mit dem Erfassen seines Werkverzeichnisses, dem umfassenden und wissenschaftlich verbindlichen Catalogue raisonné aller Gemälde, Skulpturen und Papierarbeiten. Dies stellte sich als umfangreiches Unterfangen heraus, sodass die Anfangsbände erst 2002 und 2004 im englischen Verlag Phaidon Press erschienen.